# Mensch si
Mensch si ist das achte Soloalbum des Bündner Rappers Gimma. Es erschien am 28. Januar 2011.

## Entstehungsgeschichte
Nachdem 2009 das Album Hippie erschien, das im Gegensatz zu vorherigen Alben des Rappers sehr poppig ausfiel, veröffentlichte Gimma im Mai 2010 das Soloalbum Unmensch. Mit diesem Album besann sich Gimma auf den Stil seiner vorherigen Werke mit aggressiven und provokanten Texten. Jedoch kündete er schon bei der Veröffentlichung an, an einem größeren Projekt zu arbeiten, und gab den Herbst 2010 als Zeitraum für das Album an. Bereits vor der Veröffentlichung von Unmensch begannen die Arbeiten an Mensch si. Zum ersten Mal kam dabei eine Live-Band zum Einsatz. Jedoch wurde das Album Ende August auf unbestimmte Zeit verschoben. Im Oktober 2010 erschien dann eine neue Version zum Titel Buurabüabli, den Gimma gemeinsam mit der Sängerin Kisha aufnahm. Zudem erschien dazu ein Video, das mit Szenen aus dem Zeichentrickfilm Heidi unterlegt war. Der Song erschien im November auf dem Schweizer Musik-Sampler Schweizer Hits Reloaded. Ende Dezember wurden dann die Gastbeiträge, der Albumtitel sowie das Albumcover bekannt. Eine Woche vor Veröffentlichung des Albums wurde zudem der Song Lönd mi aifach si veröffentlicht.

## Titelliste
1. Auga us Glas (feat. Adrian Sieber) – 2:56
2. Get The Future Started! – 3:21
3. Unique (Skit) – 0:11
4. Nur für mi – 3:16
5. Mensch si (feat. Carlos Leal & Lou Zarra) – 3:48
6. Haigoh, Juno – 3:33
7. Lönd mi aifach si – 4:17
8. Drunk (Skit) – 0:21
9. USA (feat. Breitbild) – 3:13
10. Ut – 3:20
11. Millionär – 3:14
12. Äscha zu Äscha – 3:30
13. Mora stömmer wider uf – 3:37

## Gastbeiträge
Auf dem Album befinden sich insgesamt vier Gastbeiträge. Auf dem Opener Auga us Glas ist der Lovebugs-Sänger Adrian Sieber vertreten. Der Titelsong Mensch si enthält zwei Gastmusiker: Einerseits ist der Lausanner Rapper Carlos Leal zu hören, andererseits singt Lou Zarra den Refrain. Zuletzt nahm Gimma den Song USA mit der Bündner Hip-Hop-Band Breitbild, mit der er schon mehrmals zusammenarbeitete, auf.

## Produktion
Das Album wurde im U3-Studio von der Berner Rockband Züri West vom Schweizer Musikproduzenten Sad, der die Lieder Auga us Glas, Get the Future started!, Haigoh, Juno, Lönd mi aifach si, Usa, UT und Mora stömmer wider uf produzierte, aufgenommen. Claud produzierte die Songs Nur für mi, Milliönär und Äscha zu Äscha. Die Single Mensch si wurde von Oliver Hitz mit einem Beat unterlegt, Sad übernahm die Regie.  Schlagzeuger Gert Stäuble von Züri West war zudem für die Drums verantwortlich, während Roger Massimo die Gitarre im Lied spielte, die auch in Äscha zu Äscha zum Einsatz kam. Zusätzlich wurde ein Streichorchester für den Titelsong eingespielt. Bei Lönd mi aifach si wurde der Refrain von der Churer Sängerin Nyna Cantieni eingesungen.

## Stil

### Texte
Im Gegensatz zu den anderen Soloalben Gimmas fiel Mensch si sehr hinterfragend, persönlich und ernst aus. Laut Gimma schloss das Album damit thematisch an das Album Iiszit, das Gimma 2008 gemeinsam mit Claud von Sektion Kuchikäschtli unter dem Namen Bucher & Schmid veröffentlichte, an. Der Titel Nur für mi erzählt die Liebe zu einer Person aus Sicht eines Vergewaltigers.  Der Stil des Textes ähnelt dem Pathos. Mensch si behandelt das Thema des Älterwerdens. So singt Gimma, dass er nicht bis zum Tod warten wolle. Laut Gimma betrug die Arbeitszeit an dem Lied rund zwei Jahre. In Haigoh, Juno versetzt sich der Churer in die Lage eines Neugeborenen und erzählt aus dessen Perspektive. Im Skit Drunk ist eine kurze Rapeinlage von Thom Luz zu hören. UT ist die Abkürzung für untauglich und sehr gesellschaftskritisch. Darin äußert Gimma unter anderem seinen Unmut gegenüber dem System und der Politik. In Millionär stellt sich der Rapper fiktiven Szenarien und deren Folgen. So überlegt er sich, ob das Millionärdasein gleichzeitig auch ein Ende darstelle. Der letzte Titel Mora stömmer wider uf beschreibt er die Stagnation sowie der immer wiederkehrende Kreislauf Lebens. In der ersten Strophe erzählt er, wie man unbewusst und betrunken im Haus seiner Ex-Freundin auf deren neuen Partner trifft. In der zweiten Strophe singt er von seiner Beerdigung.

## Illustration
Das Cover ist komplett in Schwarz-Weiss gehalten. Es zeigt ein Porträt von Gimma. Er trägt eine schwarze Wollmütze. Seine Augen sind nicht zu sehen, da der Schriftzug Mensch si mit den Features und Produzenten darüber gelegt wurde. Der Schriftzug ist von einem schwarzen Balken umgeben.

## Vermarktung

### Singles
Als einzige Single aus dem Album wurde der Titelsong Mensch si mit Carlos Leal und Lou Zarra ausgekoppelt. Bereits am 12. Dezember 2010 fand die Radio-Premiere in der offiziellen Schweizer Hitparade statt. Die Auskopplung erreichte Platz 20 der Schweizer Singlecharts. In der ersten Verkaufswoche platzierte sich die Single auf Platz 26, konnte sich dann jedoch um 6 Plätze steigern.

### Videos
Zur Single Mensch si wurde Ende Januar ein Video veröffentlicht. Dieses feierte bei MTV Premiere. Regisseur des Clips war Riccardo Signorell.
Ein weiteres Video erschien im Mai 2011 zum Song Nur für mi. Regie wurde von Oliver Bär geführt.

### Live-Auftritte
Zum Album wurden lediglich vereinzelte Konzerte absolviert, obwohl anfangs eine kleine Tour mit dem Titel Unter 300 angekündet wurde. Gimma trat am 11. Juli 2010 am Openair Frauenfeld auf. Bei einem Titel trat zudem MC Fetch, Rapper von Brandhärd, gemeinsam mit Gimma auf.

## Rezeption

### Charterfolg
Mensch si positionierte sich am 13. Februar in der ersten Chartwoche auf Platz 6 der Schweizer Hitparade. Diese Klassierung stellte gemeinsam mit Panzer (2007; ebenfalls Platz 6) den höchsten Charteinstieg in Gimmas Karriere dar. In den darauffolgenden Wochen erreichte die LP die Plätze 14, 21, 19, 34, 44, 52 und 86, ehe es die Top 100 verließ. Insgesamt verbrachte das Album acht Wochen in den Albencharts.

### Kritik
Die Internet-Plattform laut.de bewertete Mensch si mit drei von möglichen fünf Sternen. Redakteur Fabian Merlo lobte insbesondere die introspektiven bis selbstzerfleischenden, wütenden, kritischen und auch beklemmenden Songtexte, die Bilder erzeugen und vor allem die beschriebenen Emotionen stimmlich wiedergeben. Jedoch fielen vor allem die nach Merlos Meinung zu braven und glattgebügelten Produktionen sowie die poppigen Refrains negativ ins Gewicht, die zu sehr auf Massentauglichkeit ausgerichtet seien. Zudem zog er einen Vergleich zum Album D'Party isch vrbi des Berner Rappers Baze.